# Пикап, Рональд
Рональд Альфред Пикап (англ. Ronald Alfred  Pickup: 7 июня 1940, Честер — 24 февраля 2021, Лондон) — английский актёр кино, театра и телевидения.

## Биография
Родился 7 июня 1940 года в Честере в семье Эрика и Дэйзи Пикап (урождённой Уильямс). Его отец был лектором. Образование свое получил в Королевской школе в родном Честере и изучал английский язык в Университете Лидса, который окончил в 1962 году. Затем он обучался в Королевской академии драматического искусства (RADA) в Лондоне и стал членом местной театральной труппы. Именно там он познакомился со своей будущей женой Ланс Трэверс.
Скончался 24 февраля 2021 года.

## Избранная фильмография
- Три сестры — Николай Тузенбах (1970)
- День Шакала — фальсификатор (1973)
- Малер — Ник (1974)
- Рассвет зулусов — лейтенант Харфорд (1979)
- Нижинский — Игорь Стравинский (1980)
- Айвенго — принц Джон (1982)
- Жизнь Джузеппе Верди — Джузеппе Верди (1982)[5]
- Никогда не говори «никогда» — Эллиот (1983)
- Вагнер — Ницше (1983)
- Дама с камелиями — Жан (1984)
- Эйнштейн — Альберт Эйнштейн (1984)
- Миссия — Онтар, португальский представитель (1986)
- Четвёртый протокол — Уинн-Эванс (1987)
- Свидетельство — Тухачевский (1988)
- Сухой белый сезон — Лоу (1989)
- Доктор Бетьюн — Алан Коулман (1990)
- Лолита — отец Гумберта (1997)
- Эвиленко — Арон Рихтер (2004)
- Малыш Бобби — Сесил Джонсон (2005)
- Тёмный этаж — Тобиас (2008)
- Принц Персии: Пески времени — царь Шахраман (2010)
- Отель «Мэриголд». Лучший из экзотических — Норман Казнс (2012)
- Доктор Мартин — Мойзес (2013)
- Отель «Мэриголд». Заселение продолжается — Норман Казнс (2015)
- Корона — архиепископ Кентерберийский (2016)
- Тёмные времена — Невилл Чемберлен (2017)